# Сон (река)
Сон (на хинди: सोन नदी) е река в Централна Индия, в щатите Чхатисгарх, Мадхия Прадеш, Утар Прадеш, Джаркханд и Бихар, десен приток на Ганг. Дължина 784 km, площ на водосборния басейн 71 900 km². Река Сон води началото си от източните райони на планинския масив Майкал, съставна част на планината Сатпура, на 567 m н.в., в щата Чхатисгарх. В горното и средното си течение, на протежение от 480 km тече на север, а след това на изток в тясна долина по южното подножие на планината Каймур. След устието на десния си приток Северен Коел, завива на североизток, излиза от планините и до устието си тече през източната част на Индо-Гангската равнина, като коритото ѝ се разширява до 3 – 5 km. Влива се отдясно в река Ганг, на 46 m н.в., на 20 km западно от град Патна, в щата Бихар. Основни притоци: леви – Джохила; десни – Банас, Гопаг, Риханд, Канхар, Северен Коел. Има ясно изразено лятно пълноводие (от юни до септември), а през останалото време е маловодна. Много често през лятото причинява големи наводнения по долината си. Водите ѝ се използват за напояване, а в долното си течение е плавателна за плитко газещи речни съдове. Долината ѝ е гъсто населена, но по течението ѝ няма големи градове..